# Danwol-myeon
Danwol-myeon (koreanska: 단월면) är en socken i kommunen Yangpyeong-gun i provinsen Gyeonggi i den norra delen av  Sydkorea, 60 km öster om huvudstaden Seoul.